# Saint-Symphorien-le-Valois
Saint-Symphorien-le-Valois és un municipi francès situat al departament de la Manche i a la regió de Normandia. L'any 2007 tenia 771 habitants.

## Demografia

### Població
El 2007 la població de fet de Saint-Symphorien-le-Valois era de 771 persones. Hi havia 324 famílies de les quals 68 eren unipersonals (28 homes vivint sols i 40 dones vivint soles), 140 parelles sense fills, 96 parelles amb fills i 20 famílies monoparentals amb fills.
La població ha evolucionat segons el següent gràfic:
Habitants censats

### Habitatges
El 2007 hi havia 364 habitatges, 323 eren l'habitatge principal de la família, 27 eren segones residències i 14 estaven desocupats. 357 eren cases i 7 eren apartaments. Dels 323 habitatges principals, 264 estaven ocupats pels seus propietaris, 56 estaven llogats i ocupats pels llogaters i 3 estaven cedits a títol gratuït; 16 tenien dues cambres, 49 en tenien tres, 105 en tenien quatre i 153 en tenien cinc o més. 276 habitatges disposaven pel capbaix d'una plaça de pàrquing. A 163 habitatges hi havia un automòbil i a 145 n'hi havia dos o més.

### Piràmide de població
La piràmide de població per edats i sexe el 2009 era:
| Homes | Edats   | Dones |
| ----- | ------- | ----- |
| 0     | 95 o +  | 0     |
| 0     | 90 a 94 | 4     |
| 0     | 85 a 89 | 8     |
| 8     | 80 a 84 | 0     |
| 24    | 75 a 79 | 24    |
| 20    | 70 a 74 | 28    |
| 12    | 65 a 69 | 24    |
| 20    | 60 a 64 | 16    |
| 24    | 55 a 59 | 20    |
| 20    | 50 a 54 | 20    |
| 20    | 45 a 49 | 12    |
| 24    | 40 a 44 | 24    |
| 36    | 35 a 39 | 32    |
| 16    | 30 a 34 | 32    |
| 32    | 25 a 29 | 4     |
| 4     | 20 a 24 | 20    |
| 24    | 15 a 19 | 20    |
| 28    | 10 a 14 | 40    |
| 32    | 5 a 9   | 32    |
| 16    | 0 a 4   | 20    |

## Economia
El 2007 la població en edat de treballar era de 457 persones, 318 eren actives i 139 eren inactives. De les 318 persones actives 302 estaven ocupades (154 homes i 148 dones) i 16 estaven aturades (7 homes i 9 dones). De les 139 persones inactives 57 estaven jubilades, 42 estaven estudiant i 40 estaven classificades com a «altres inactius».

### Ingressos
El 2009 a Saint-Symphorien-le-Valois hi havia 348 unitats fiscals que integraven 825,5 persones, la mediana anual d'ingressos fiscals per persona era de 18.073 €.

### Activitats econòmiques
Dels 39 establiments que hi havia el 2007, 1 era d'una empresa extractiva, 1 d'una empresa alimentària, 5 d'empreses de fabricació d'altres productes industrials, 10 d'empreses de construcció, 12 d'empreses de comerç i reparació d'automòbils, 2 d'empreses d'hostatgeria i restauració, 2 d'empreses immobiliàries, 1 d'una empresa de serveis, 2 d'entitats de l'administració pública i 3 d'empreses classificades com a «altres activitats de serveis».
Dels 14 establiments de servei als particulars que hi havia el 2009, 1 era una funerària, 1 taller de reparació d'automòbils i de material agrícola, 5 paletes, 1 fusteria, 3 lampisteries, 2 perruqueries i 1 restaurant.
Dels 4 establiments comercials que hi havia el 2009, 1 era un hipermercat, 1 un supermercat, 1 una botiga de menys de 120 m² i 1 una llibreria.
L'any 2000 a Saint-Symphorien-le-Valois hi havia 15 explotacions agrícoles que ocupaven un total de 385 hectàrees.

## Poblacions més properes
El següent diagrama mostra les poblacions més properes.